# Konrad Eickels
Konrad „Conny“ Eickels (* 11. Juni 1956 in Neuss) ist ein ehemaliger deutscher Fußballspieler und heutiger -trainer.

## Karriere
Seine Karriere begann Eickels bei Fortuna Düsseldorf. Bei der Amateurmannschaft kam er erstmals in der Saison 1974/75 der Verbandsliga Niederrhein als Stürmer zum Einsatz. Er war auch Teil der Fortuna-Amateurspieler, die 1977 Amateurmeister wurden. In dieser Saison erzielte er in 32 Spielen sensationelle 32 Tore. Als der damalige Trainer Manfred Krafft in der Winterpause 1976/77 zum 1. FC Saarbrücken ging, folgte er ihm in die Bundesliga. Sein Debüt gab Eickels bei der 0:4-Niederlage am 6. August 1977 gegen Eintracht Frankfurt, als er in der 83. Minute für Ludwig Schuster eingewechselt wurde. Während seiner Zeit bei den Saarländern wurde er vom Stürmer zum defensiven Mittelfeldspieler umgeschult. Sein erstes Tor erzielte er am siebten Spieltag gegen Werder Bremen, als Eickels zum 1:1-Endstand traf. In seiner ersten Bundesliga-Saison absolvierte Conny Eickels 25 Partien und erzielte drei Tore.
1980 wechselte er zu Preußen Münster in die 2. Bundesliga Nord. Sein Debüt gab er am ersten Spieltag gegen SC Viktoria Köln bei der 1:3-Pleite am 6. August 1980. Im darauffolgenden Spiel konnte Conny seinen ersten Doppelpack seiner Profi-Karriere beim 3:2-Sieg gegen Fortuna Köln erzielen. Zur Saison 1981/82 ging er, nach 39 Spielen und sechs Toren für Münster, zur SpVgg Fürth, jedoch konnte er sich nicht durchsetzen; er absolvierte nur 17 Partien.
Deshalb wechselte Conny Eickels, zur Saison 1983/84 zu Rot-Weiß Oberhausen. Hier wurde er Stammspieler und absolvierte in fünf Jahren 163 Partien und erzielte dabei zwölf Tore, darunter einen Doppelpack in der Saison 1985/86 gegen die Stuttgarter Kickers (4:1). Da er bei Rot-Weiß Oberhausen seinen Lohn häufig unpünktlich bekam und damit keine Chance sah, seine Familie zu ernähren, beendete Conny Eickels seine Profi-Karriere mit dem Ende der Saison 1987/88 im Alter von 33 Jahren. Seine letzte Partie bestritt er am 19. Mai 1988 bei der 0:3-Niederlage gegen die Stuttgarter Kickers. Dabei erhielt Eickels in der 69. Minute einen Platzverweis. Nach einer weiteren Saison bei TuRU Düsseldorf hörte er endgültig mit dem Fußballspielen auf.

## Erfolge
- Deutsche Amateurmeisterschaft: 1977[6]

## Privates
Eickels ist mit seiner Frau Angelika verheiratet, die er während seiner Zeit bei Fortuna Düsseldorf im Klubhaus kennenlernte. Sein Sohn Sascha spielte u. a. bei Rot-Weiß Oberhausen und ist jetzt Spieler bei TuRU Düsseldorf. Zudem hat er noch zwei weitere Söhne.
Heute arbeitet er als Verwaltungsangestellter beim Finanzamt Düsseldorf-Süd.